# Ива туранская
И́ва туранская (лат. Salix turanica) — вид цветковых растений из рода Ива (Salix) семейства Ивовые (Salicaceae).

## Распространение и экология
В природе ареал вида охватывает Центральную Азию.
Произрастает в по берегам рек.

## Ботаническое описание
Высокий кустарник с кирпичными или жёлтыми ветвями, покрытыми опадающим беловатым войлоком.
Листья жёсткие, продолговатые, или яйцевидно-продолговатые, длиной 11—14 см, шириной 2—4 см, шире в нижней части листовой пластинки, к основанию клиновидно-суженные, к верхушке коротко- или длинно-заострёниые, по краю слегка волнистые, позже плоские, цельные или неясно выемчатые, сверху тускло-зелёные или серовато-зелёные, снизу бело-серебристо-войлочные.
Серёжки совершенно сидячие.
Цветение в апреле.

## Значение и применение
Идёт на изготовление корзин и других плетёных изделий.
Листья поедаются домашним скотом.
В качестве декоративного вида может быть использована в полупустынной и пустынной зонах на поливных участках, по арыкам и в садах.

## Таксономия
Вид Ива туранская входит в род Ива (Salix) семейства Ивовые (Salicaceae) порядка Мальпигиецветные (Malpighiales).
|  |                                      |  |                                                             |                                                             |                  |  | ещё 36 семейств (согласно Системе APG II) | ещё 36 семейств (согласно Системе APG II) |                    |  |  |  | ещё более 500 видов |
|  |                                      |  |                                                             |                                                             |                  |  | ещё 36 семейств (согласно Системе APG II) | ещё 36 семейств (согласно Системе APG II) |                    |  |  |  | ещё более 500 видов |
|  |                                      |  |                                                             | порядок Мальпигиецветные                                    |                  |  |                                           |                                           | род Ива            |  |  |  |                     |
|  |                                      |  |                                                             | порядок Мальпигиецветные                                    |                  |  |                                           |                                           | род Ива            |  |  |  |                     |
|  | отдел Цветковые, или Покрытосеменные |  |                                                             |                                                             | семейство Ивовые |  |                                           |                                           | вид Ива туранская  |  |  |  |                     |
|  | отдел Цветковые, или Покрытосеменные |  |                                                             |                                                             | семейство Ивовые |  |                                           |                                           |                    |  |  |  |                     |
|  |                                      |  | ещё 44 порядка цветковых растений (согласно Системе APG II) | ещё 44 порядка цветковых растений (согласно Системе APG II) |                  |  |                                           | ещё около 57 родов                        | ещё около 57 родов |  |  |  |                     |
|  |                                      |  |                                                             | ещё 44 порядка цветковых растений (согласно Системе APG II) |                  |  |                                           |                                           | ещё около 57 родов |  |  |  |                     |